# Bârlești (gmina Mogoș)
Bârlești – wieś w Rumunii, w okręgu Alba, w gminie Mogoș. W 2011 roku liczyła 81 mieszkańców.